# Glen Cook
Glen Charles Cook (* 9. července 1944) je současný americký science fiction a fantasy spisovatel. Nejlépe je známý díky fantasy sériím The Black Company a Garrett P.I.

## Život
Cook se narodil v New Yorku. Jeho láska k psaní započala na základní škole a na střední škole napsal příležitostný článek pro školní noviny. Po střední škole strávil Cook nějaký čas u námořnictva Spojených států amerických a později studoval vysokou školu, takže zbývalo jen málo času na jeho spisovatelské úsilí. Cook začal vážně psát až při práci pro firmu General Motors u automontážní jednotky, což bylo „těžké k naučení, ale nezahrnovalo to téměř žádné duševní úsilí“, psal až tři knihy ročně.
V tomto období napsal Cook také The Black Company, román publikovaný Tor Fantasy v květnu 1984. Tento román zahájil stejnojmennou temnou fantasy sérii (nebo Chronicles of the Black Company), která sleduje elitní jednotku žoldáků v průběhu několika dekád její historie a skládá se z deseti románů publikovaných ve třech sub-sériích (1984–85, 1989–90 a 1996–2000), plus další krátké beletrie. Stalo se z toho něco jako kultovní klasika, převážně mezi současnými a bývalými členy armády. Když byl Cook dotázán na oblibu série mezi vojáky, odpověděl: „Postavy jednají tak, jak se chlapi skutečně chovají. Neoslavuje to válku; jsou to prostě lidé, kterých se zmocní práce. Postavy jsou skuteční vojáci. Nejsou to vojáci, tak jak si je představují lidé, kteří nikdy nesloužili. To je důvod, proč se to chlapům ve službě líbí." Cook je také dobře znám pro jeho sérii Garrett P.I., která vypráví nahodilá dobrodružství natvrdlého detektiva Garretta, a jeho sérii Dread Empire, která zdůrazňuje Cookovu dřívější publikovanou práci.
Cook v současné době[kdy?] již nepracuje u General Motors, bydlí s manželkou Carol a dětmi (Justin, Chris a Mike) v St. Louis v Missouri. I když se teď může na plný úvazek věnovat své spisovatelské kariéře, cítí, že byl vlastně produktivnější, když byl zaměstnaný ve své dřívější práci.